# Perlrott-Csaba Vilmos
Perlrott-Csaba Vilmos (Békéscsaba, 1880. február 2. – Budapest, 1955. január 23.) magyar festő és grafikus, a magyar avantgárd stílus egyik megteremtője és jeles képviselője.

## Életpályája
Perlrott Simon és Klein Regina (1840–1920) fia. Anyai nagyszülei Klein Sándor és Jónap Etelka voltak. Perlrott Csaba Vilmosnak kiváló iskolái és mesterei voltak. Koszta József tanácsára 1903-tól nyaranként a nagybányai művésztelepen festett, ahol az ő munkáit Iványi-Grünwald Béla korrigálta. Nagy hatást gyakorolt stílusára Ferenczy Károly festészete. 1906-ban párizsi ösztöndíjat nyert, a teleket Párizsban, a nyarakat többnyire Nagybányán töltötte.
A magyar Vadak egyik legmarkánsabb képviselője volt, a nagybányai művésztelepen a neósok közé tartozott. Párizsban beiratkozott a Julian Akadémiára, majd 1908-tól Henri Matisse tanítványa lett. Paul Cezanne és Paul Gauguin festészetét is alaposan tanulmányozta. Nagy hatással voltak rá a német expresszionisták, a régiek közül El Greco spanyol manierista festő. Gertrude Stein körével került kapcsolatba, 1907-től már kiállított Párizsban a Függetlenek Szalonjában és az Őszi Szalonban, s hamarosan Európa más nagyvárosaiban is. Egyéni kiállítása volt Párizsban 1908-ban, 1909-ben és 1912-ben.
Rendkívül termékeny alkotó volt, s nagyon fogékony az új stílusirányzatokra, 1910-ben Iványi Grünwald Bélával az élen a többi neós társaságában vonult Nagybányáról Kecskemétre, s megalapították ott a kecskeméti művésztelepet. Több nyáron át dolgozott Kecskeméten. Az első világháború után néhány évig Németországban, majd Párizsban élt. Itthon 1924-ben csatlakozott a KUT-hoz, s velük állított ki.
1924 és 1934 között gyakorta Nagybányán festett nyaranként, az 1930-as évek közepétől egyre többször Szentendrén dolgozott, 1949-ben felvételt nyert a Szentendrei Festők Társaságába, s 1955-bekövetkezett haláláig ott festett.

## Művészete
Művészetében az új stílusok (fauvizmus, kubizmus, Pablo Picasso) iránti fogékonyságot és a tradíciók tiszteletét (Koszta József, Ferenczy Károly) ötvözte saját életkorának, egyéniségének, ábrázolni kívánt témáinak megfelelően. Dekorativitását, expresszivitását mindvégig megőrizte, utolsó, halála előtti felszabadult természetélményeinek ábrázolása is ezt bizonyítja, például A művésztelep kertje c. festménye 1950-ből.

## Művei (válogatás)

### Olajfestményeiből
- Ruhaszárítás (1905 magántulajdonban)
- Hasonfekvő akt (1907 magántulajdonban)
- Nagybányai utca (c. 1907 magántulajdonban)
- Ziffer Sándor arcképe (c. 1908 Magyar Nemzeti Galéria)
- Verőfényes udvar Nagybányán (1908 magántulajdonban)
- Önarckép szoborral (c. 1910 magántulajdonban)
- Fürdőző fiúk (c. 1910 Janus Pannonius Múzeum, Pécs)
- Önarckép modellel (1910-12 JPM)
- Akt interieurben (c. 1911 magántulajdonban)
- Krisztus levétele a keresztről (1912 MNG)
- Csendélet fotellel (1912 MNG)
- Modellek csendélettel és szoborral (1914 magántulajdonban)
- Kecskeméti utca cégérrel (c. 1915)
- Krisztus levétele a keresztről (1912 MNG)
- Krisztus levétele a keresztről (1912-14 magántulajdonban)
- Park (1916 magántulajdonban)
- Modellek (1916 Ferenczy Múzeum, Szentendre)
- Csendélet (1917 MNG)
- Wertheim am Main (1923 magántulajdonban)
- Nagybánya (c. 1925 magántulajdonban)
- Templom Párizsban (1926 magántulajdonban)
- Mosdó női akt (1927 MNG)
- Zazar part (Nagybánya) (1928 Ferenczy Múzeum, Szentendre)
- Párizsi utca (c. 1930 Deák gyűjtemény, Városi Képtár, Székesfehérvár)
- Domboldal őszi fával (c. 1935 Ferenczy Múzeum, Szentendre)
- Szentendrei részlet (c. 1935 Ferenczy Múzeum, Szentendre)
- Szentendrei táj (c. 1940 magántulajdonban)

### Litográfiáiból
- Szent Sebestyén (1921 magántulajdonban)
- Siratás (1921 Munkácsy Mihály Múzeum, Békéscsaba)
- Krisztus (Feltámadás) (1922 MNG)

## Emlékezete
- Magyar Vadak Párizstól Nagybányáig (1904-1914) c. kiállításon 2006-ban a Magyar Nemzeti Galériában együtt szerepeltek a régi nagybányai neósok és azok a modern magyar festők, akikre hatott a fauvizmus, s a többi 20. század elején jelentkező festészeti irányzat, posztimpresszionizmus, kubizmus, expresszionizmus: Berény Róbert, Czóbel Béla,  Perlrott-Csaba Vilmos, Bornemisza Géza, Galimberti Sándor, Rippl-Rónai József, Tihanyi Lajos, Ziffer Sándor.[8]

## Művésztelepi és társasági tagság
- Nagybányai művésztelep
- Kecskeméti művésztelep
- MIÉNK
- Magyar Vadak
- KUT
- Szentendrei Festők Társasága